# Elecciones presidenciales de la República de China de 1978
La elección del sexto presidente y vicepresidente de la República de China se celebró en Taiwán el 21 de marzo de 1978  en Taipéi. Chiang Ching-kuo, hijo del expresidente Chiang Kai-shek, fue elegido por la Yuan Legislativo con el gobernador de Taiwán provincia Hsieh Tung-min que se convirtió en el primer vicepresidente nacido en Taiwán.
El actual presidente Yen Chia-kan que sucedió a Chiang Kai-shek, quien murió en el cargo en calidad de vicepresidente en 1975, decidió no buscar la reelección para dar paso a Chiang King-kuo, hijo de Chiang Kai -shek y el entonces primer ministro del Yuan Ejecutivo y  presidente del Kuomintang.
De 1,248 votos, Chiang Ching-kuo recibió 1,184 votos y Hsieh Tung-min recibió 941 votos.

## Resultados
| Partido         | Partido         | Candidato        | Votos | Percentaje |
| --------------- | --------------- | ---------------- | ----- | ---------- |
|                 | Kuomintang      | Chiang Ching-kuo | 1,184 | 98.34%     |
| Votos Inválidos | Votos Inválidos | Votos Inválidos  | 64    | 1.66%      |
| Total           | Total           | Total            | 1,248 | 100.00%    |

- Datos: Q10843954